# Pyrrhia umbra
Pyrrhia umbra là một loài bướm đêm trong họ Noctuidae.

## Hình ảnh

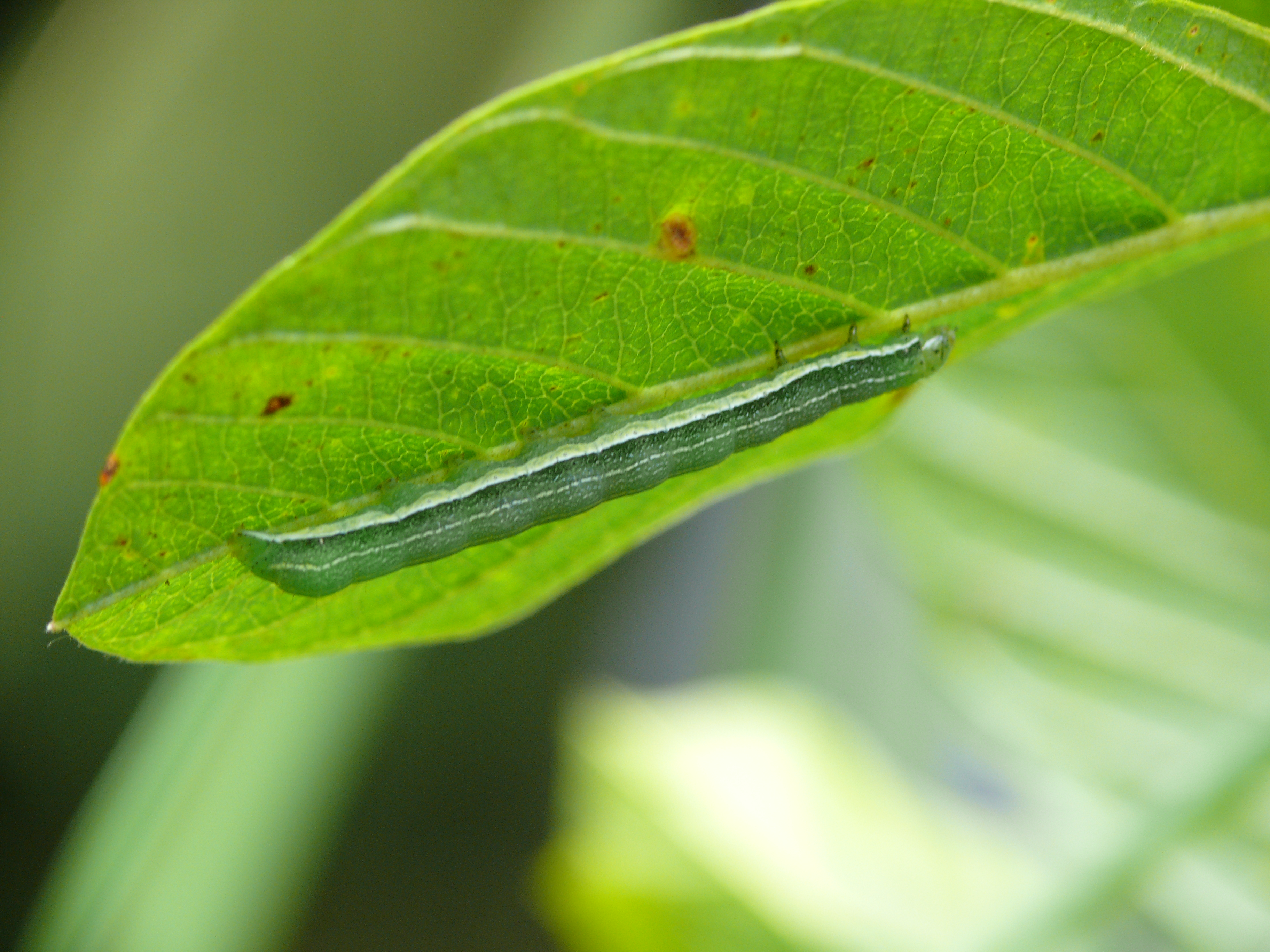
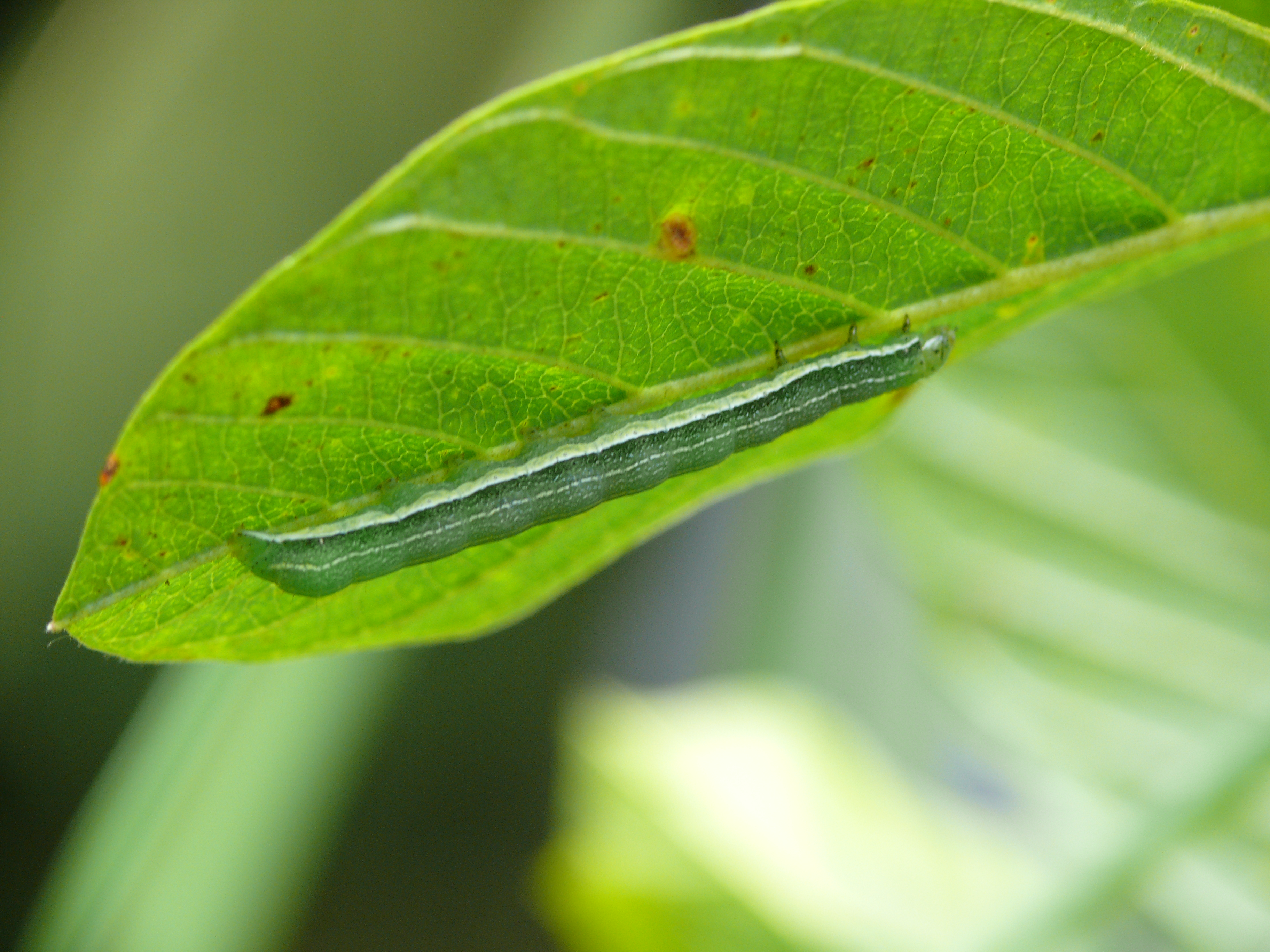
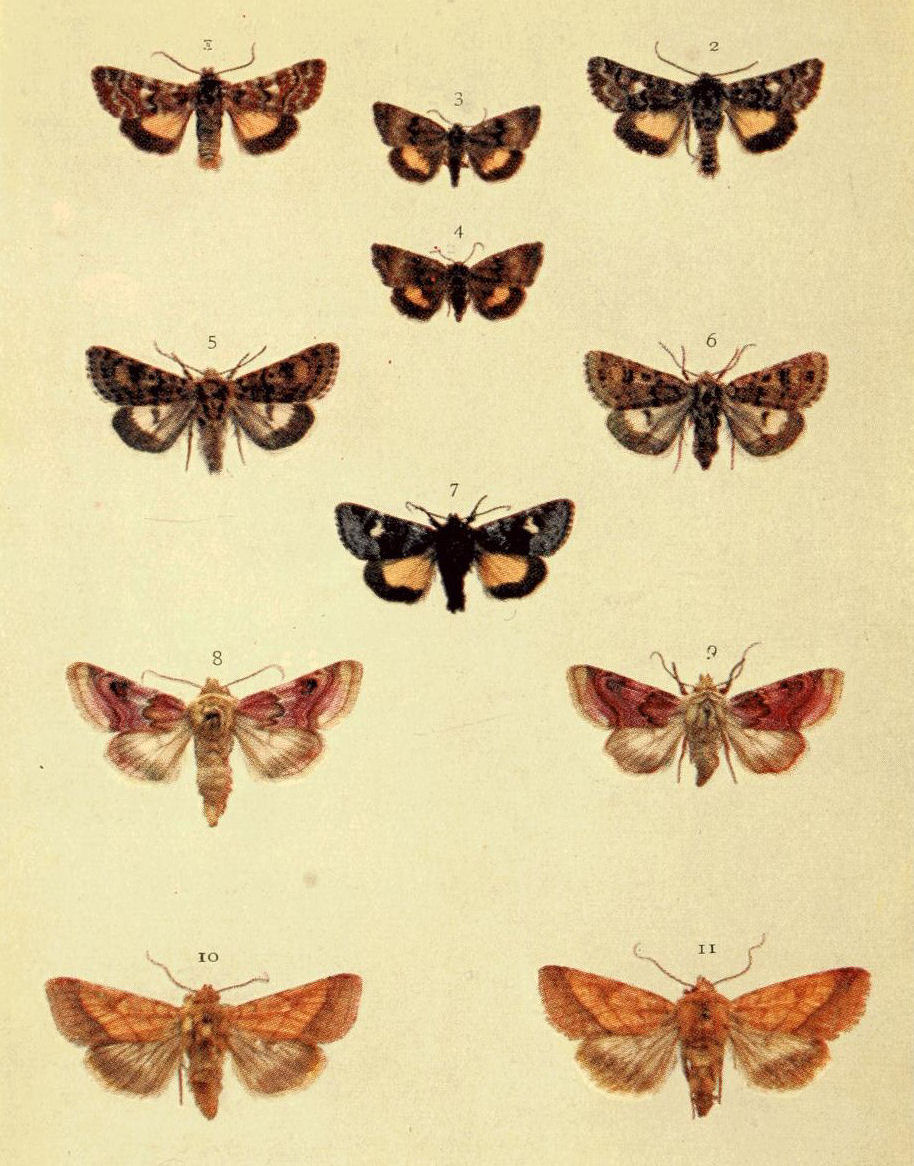
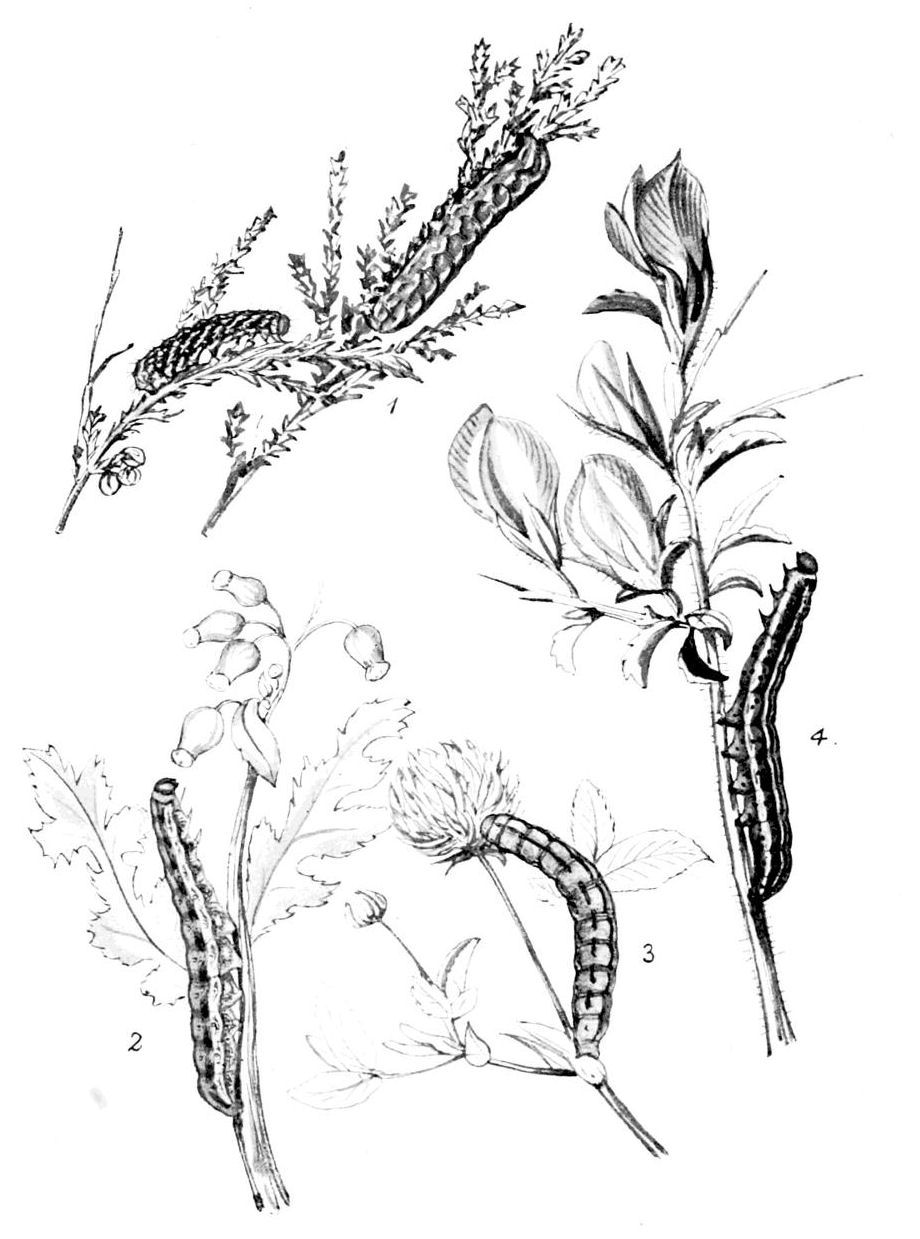